# Robert Dowland
Robert Dowland (1591 circa – 1641) è stato un liutista e compositore inglese figlio del compositore John Dowland.

## Biografia
Molto poco si conosce della vita e della produzione artistica di questo compositore se non attraverso le sue opere giunte fino a noi. Da quanto pervenuto risulta aver pubblicato due collezioni di musica - A Varietie of Lute Lessons e A Musical Banquet. 
Egli succedette al padre nel ruolo di liutista reale nel 1626.